# 博格利亞山
博格利亞山（義大利語：Monte Boglia），是中歐的山峰，位於瑞士和意大利接壤的邊境，屬於盧加諾前阿爾卑斯山脈的一部分，海拔高度1,516米，每年平均降雨量1,714毫米。

## 外部連結
- Monte Boglia on Hikr （页面存档备份，存于）
- Lugano Monte Brè（页面存档备份，存于）